# Barbara Hogan
Barbara Hogan (née le 28 février 1952) est une femme politique d'Afrique du Sud, membre du Congrès national africain, membre du Parlement depuis 1994. Elle fut ministre de la Santé dans le gouvernement Motlanthe (2008-2009) et ministre des Entreprises publiques  dans le gouvernement Zuma (11 mai 2009 - 31 octobre 2010). 

## Biographie
Bien qu'issue de la communauté blanche et originaire d'un milieu ouvrier, elle rejoint en 1977 le Congrès national africain quelques mois après les émeutes de Soweto. Opposée à l'apartheid, son rôle est notamment de tenter de parvenir à mobiliser la gauche blanche sud-africaine et de renseigner l'appareil de l'ANC situé au Botswana sur l'activité syndicale et communautaire. Elle est en 1982 la première femme condamnée pour haute trahison, à une peine de 10 ans de prison. Elle est finalement libérée en 1990 avant terme et participe à l'organisation de l'ANC dans la région du Witwatersrand au Transvaal. 
Elle est élue au parlement sud-africain en avril 1994 et préside la commission parlementaire des finances de 1999 à 2004. 
Du 26 septembre 2008 au 10 mai 2009, succédant à la controversée Manto Tshabalala-Msimang, elle est ministre de la Santé dans le gouvernement de Kgalema Motlanthe. Le 11 mai 2009, elle devient ministre des Entreprises publiques au sein du gouvernement de Jacob Zuma. Elle quitte le gouvernement à la suite du remaniement ministériel du 31 octobre 2010.